# Nectria dealbata
Nectria dealbata är en svampart som beskrevs av Berk. & Broome 1875. Nectria dealbata ingår i släktet Nectria och familjen Nectriaceae.   Inga underarter finns listade i Catalogue of Life.